# Gouvernement Pompidou IV
Pour les articles homonymes, voir Gouvernement Georges Pompidou.
Ve République
Gouvernement Georges Pompidou III Gouvernement Maurice Couve de Murville
Le quatrième gouvernement Georges Pompidou est le 5e gouvernement de la Ve République française.
Cet article présente la composition du gouvernement français sous le Premier ministre Georges Pompidou du 7 avril 1967 au 10 juillet 1968, pendant la présidence de Charles de Gaulle (1959-1969). Il s’agit du quatrième gouvernement de Georges Pompidou.

## Composition initiale
Le Premier ministre est nommé par un décret du 6 avril 1967 (JO du 
7 avril), les membres du gouvernement par un décret en date du 7 avril 1967 (JO du 
8 avril).

### Premier Ministre
| Image | Fonction         |  | Nom              | Parti          |
| ----- | ---------------- |  | ---------------- | -------------- |
|       | Premier ministre |  | Georges Pompidou | UNR-UDT, UD-Ve |

### Ministres d'État
| Image | Fonction                                                                               |  | Nom              | Parti          |
| ----- | -------------------------------------------------------------------------------------- |  | ---------------- | -------------- |
|       | Ministre d'État, chargé des Affaires culturelles                                       |  | André Malraux    | UNR-UDT, UD-Ve |
|       | Ministre d'État, chargé de la Fonction publique                                        |  | Edmond Michelet  | UNR-UDT, UD-Ve |
|       | Ministre d'État, chargé des Départements et territoires d'Outre-mer                    |  | Pierre Billotte  | UNR-UDT, UD-Ve |
|       | Ministre d'État, chargé de la Recherche scientifique, Questions atomiques et spatiales |  | Maurice Schumann | UNR-UDT, UD-Ve |
|       | Ministre d'État, chargé des Relations avec le Parlement                                |  | Roger Frey       | UNR-UDT, UD-Ve |

### Ministres
| Image | Fonction                                               |  | Nom                       | Parti          |
| ----- | ------------------------------------------------------ |  | ------------------------- | -------------- |
|       | Garde des Sceaux, ministre de la Justice               |  | Louis Joxe                | UNR-UDT, UD-Ve |
|       | Ministre des Affaires étrangères                       |  | Maurice Couve de Murville | UNR-UDT, UD-Ve |
|       | Ministre de l'Intérieur                                |  | Christian Fouchet         | UNR-UDT, UD-Ve |
|       | Ministre des Armées                                    |  | Pierre Messmer            | UNR-UDT, UD-Ve |
|       | Ministre de l'Economie et des Finances                 |  | Michel Debré              | UNR-UDT, UD-Ve |
|       | Ministre de l'Éducation nationale                      |  | Alain Peyrefitte          | UNR-UDT, UD-Ve |
|       | Ministre de l'Équipement et du Logement                |  | Edgard Pisani             | UD-Ve          |
|       | Ministre de l'Agriculture                              |  | Edgar Faure               | UNR-UDT, UD-Ve |
|       | Ministre de l'Industrie                                |  | Olivier Guichard          | UNR-UDT, UD-Ve |
|       | Ministre des Affaires sociales                         |  | Jean-Marcel Jeanneney     | UNR-UDT, UD-Ve |
|       | Ministre des Transports                                |  | Jean Chamant              | FNRI           |
|       | Ministre des Anciens Combattants et Victimes de guerre |  | Henri Duvillard           | UNR-UDT, UD-Ve |
|       | Ministre des Postes et Télécommunications              |  | Yves Guéna                | UNR-UDT, UD-Ve |
|       | Ministre de la Jeunesse et des Sports                  |  | François Missoffe         | UNR-UDT, UD-Ve |
|       | Ministre de l'Information                              |  | Georges Gorse             | UNR-UDT, UD-Ve |

### Ministres délégués
| Image | Fonction                                                  | Ministre de rattachement |  | Nom               | Parti |
| ----- | --------------------------------------------------------- | ------------------------ |  | ----------------- | ----- |
|       | Ministre chargé du Plan et de l'Aménagement du territoire | Premier ministre         |  | Raymond Marcellin | FNRI  |

### Secrétaires d'Etat
| Image | Fonction                                           | Ministre de rattachement               |  | Nom               | Parti          |
| ----- | -------------------------------------------------- | -------------------------------------- |  | ----------------- | -------------- |
|       | Secrétaire d'Etat chargé du Tourisme               | Premier ministre                       |  | Pierre Dumas      | UNR-UDT, UD-Ve |
|       | Secrétaire d'État chargé de la Coopération         | Ministre des Affaires étrangères       |  | Yvon Bourges      | UNR-UDT, UD-Ve |
|       | Secrétaire d'État aux Affaires étrangères          | Ministre des Affaires étrangères       |  | André Bettencourt | FNRI           |
|       | Secrétaire d'État à l'Intérieur                    | Ministre de l'Intérieur                |  | André Bord        | UNR-UDT, UD-Ve |
|       | Secrétaire d'État à l'Économie et aux Finances     | Ministre de l'Économie et des Finances |  | Robert Boulin     | UNR-UDT, UD-Ve |
|       | Secrétaire d'État à l'Économie et aux Finances     | Ministre de l'Économie et des Finances |  | Roland Nungesser  | UNR-UDT, UD-Ve |
|       | Secrétaire d'État chargé des Problèmes de l'emploi | Ministre des Affaires sociales         |  | Jacques Chirac    | UNR-UDT, UD-Ve |

## Modifications

### Remaniement ministériel du 29 avril 1967
- Démission d'Edgard Pisani
- Ministre de l'Équipement et du Logement : François-Xavier Ortoli (UDVe)

### Ajustement du 28 mai 1968
- Démission d'Alain Peyrefitte, ministre de l'Éducation nationale
- Ministre de l'Éducation nationale par intérim : Georges Pompidou

### Remaniement du 31 mai 1968
Contrairement à certaines idées reçues, il n'y a jamais eu de cinquième gouvernement Georges Pompidou : le Premier ministre a certes remis sa démission au président de la République à la suite des événements de mai 1968, mais celle-ci n'a pas été acceptée.
- Ministre d'État : Edmond Michelet
- Ministre d'État, chargé des Affaires sociales : Maurice Schumann
- Ministre d'État : Henri Rey (chargé du Tourisme à partir du 4 juin)
- Garde des sceaux, ministre de la Justice : René Capitant
- Ministre des Affaires étrangères : Michel Debré
- Ministre de l'Intérieur : Raymond Marcellin
- Ministre de l'Économie et des Finances : Maurice Couve de Murville
- Ministre de l'Éducation nationale : François-Xavier Ortoli
- Ministre de l'Équipement et du Logement : Robert Galley
- Ministre de l'Industrie : Albin Chalandon
- Ministre des Postes et Télécommunications : André Bettencourt
- Ministre de la Jeunesse et des Sports : Roland Nungesser
- Ministre de l'Information : Yves Guéna
- Ministre des Départements et Territoires d'Outre-Mer : Joël Le Theule
- Ministre de la Fonction publique : Robert Boulin
- Ministre chargé de la Recherche scientifique et des Questions atomiques et spatiales : Christian de La Malène
- Ministre délégué auprès du Premier ministre, chargé du Plan et de l'Aménagement du territoire : Olivier Guichard
  - Secrétaire d'État aux Affaires sociales, chargé des Problèmes de l'emploi : Yvon Morandat
  - Secrétaire d'État à l'Économie et aux Finances : Jacques Chirac
  - Secrétaire d'État à l'Éducation nationale : Marie-Madeleine Dienesch
  - Secrétaire d'État à l'Équipement et au Logement, chargé des Problèmes du logement : Philippe Dechartre

## Répartition partisane
| Parti                       | Parti                                                             | Premier ministre | Ministres d'État | Ministres | Ministres délégués | Secrétaires d'État | Total |
| --------------------------- | ----------------------------------------------------------------- | ---------------- | ---------------- | --------- | ------------------ | ------------------ | ----- |
| Répartition le 7 avril 1967 | Répartition le 7 avril 1967                                       | 1                | 5                | 15        | 1                  | 7                  | 29    |
|                             | Union pour la nouvelle République - Union démocratique du travail | 1                | 5                | 13        |                    | 6                  | 25    |
|                             | Fédération nationale des républicains indépendants                |                  |                  | 1         | 1                  | 1                  | 3     |
|                             | Divers gauche                                                     |                  | 1                |           |                    | 1                  |       |

## Démission
Ce gouvernement démissionne à la suite des élections législatives de 1968 (JO du 11 juillet 1968).

## Féminisation du gouvernement
Le gouvernement compte une femme ministre, en la personne de Marie-Madeleine Dienesch, secrétaire d'État à l'Éducation nationale.